# 佐治町
佐治町（さじちょう）は、兵庫県氷上郡にあった町。現在の丹波市青垣町の中心部にあたる。本項では町制前の名称である佐治村（さじむら）についても述べる。

## 地理
- 山岳：岩屋山、大箕山
- 河川：加古川、遠阪川

## 歴史
- 1889年（明治22年）4月1日 - 町村制の施行により、佐治村・小倉村・沢野村・奥塩久村・市原村の区域をもって佐治村が発足。
- 1921年（大正10年）10月1日 - 佐治村が町制施行して佐治町となる。
- 1955年（昭和30年）4月1日 - 芦田村・神楽村・遠阪村と合併して青垣町が発足。同日佐治町廃止。